# Angraecum sanfordii
Angraecum sanfordii är en orkidéart som beskrevs av Phillip James Cribb och B.J.Pollard. Angraecum sanfordii ingår i släktet Angraecum och familjen orkidéer. IUCN kategoriserar arten globalt som starkt hotad.
Artens utbredningsområde är Kamerun. Inga underarter finns listade i Catalogue of Life.